# Somogyi Csaba
Somogyi Csaba (Dunaújváros, 1985. április 7. –) magyar labdarúgó,játékosa.

## Pályafutása
2010 decemberében Martin Jol szerződtette volna Csabát, de akkor idő előtt kellett búcsúznia az AFC Ajax-tól, így az átigazolás kútba esett.[forrás?]
2011 júniusában próbajátékon szerepelt a Fulham FC csapatánál ahol Martin Jol a frissen kinevezett menedzser.
2011. július 8-án bejelentették, hogy egy plusz egyéves szerződést írt alá a Premier League-ben szereplő Fulham FC csapatával.